# Hodges, Alabama
Hodges är en kommun (town) i Franklin County i Alabama. Vid 2020 års folkräkning hade Hodges 265 invånare.